# Insula Willis

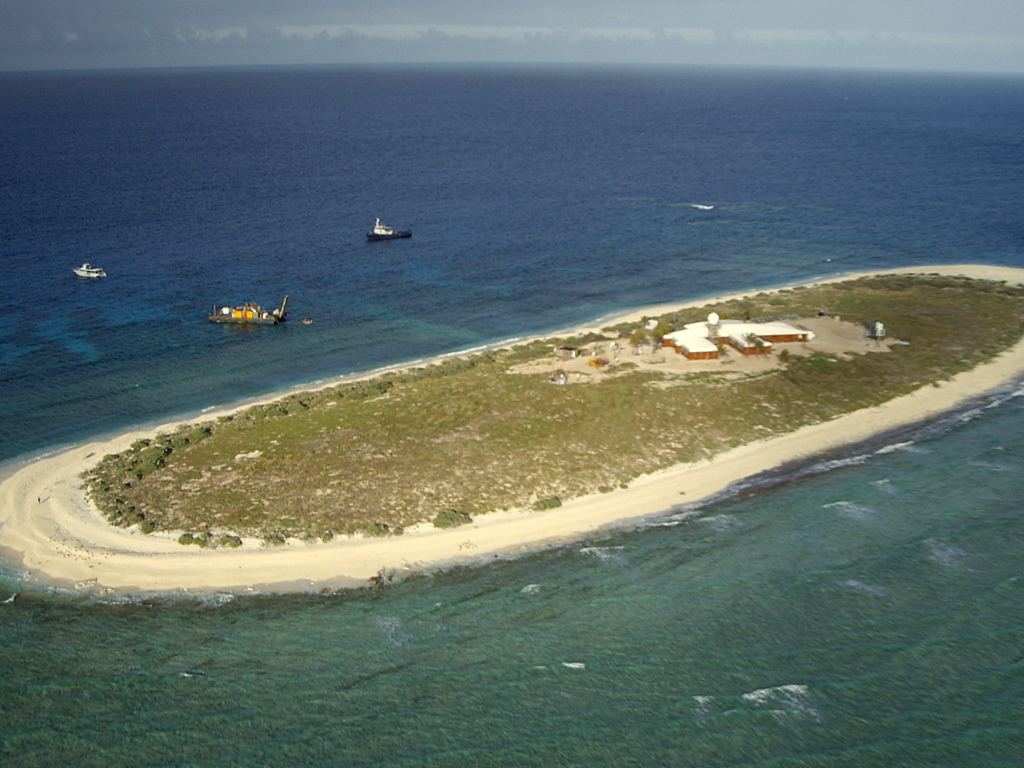
Insula Willis

Insula Willis face parte dintr-un arhipelag ce cuprinde încă două insule, localizat dincolo de Marea Barieră de Corali, la o distanță de 480 km est de orașul australian Cairns, statul Queensland.  Este singura insulă permanent locuită din arhipelag.